# Mittagsruhe

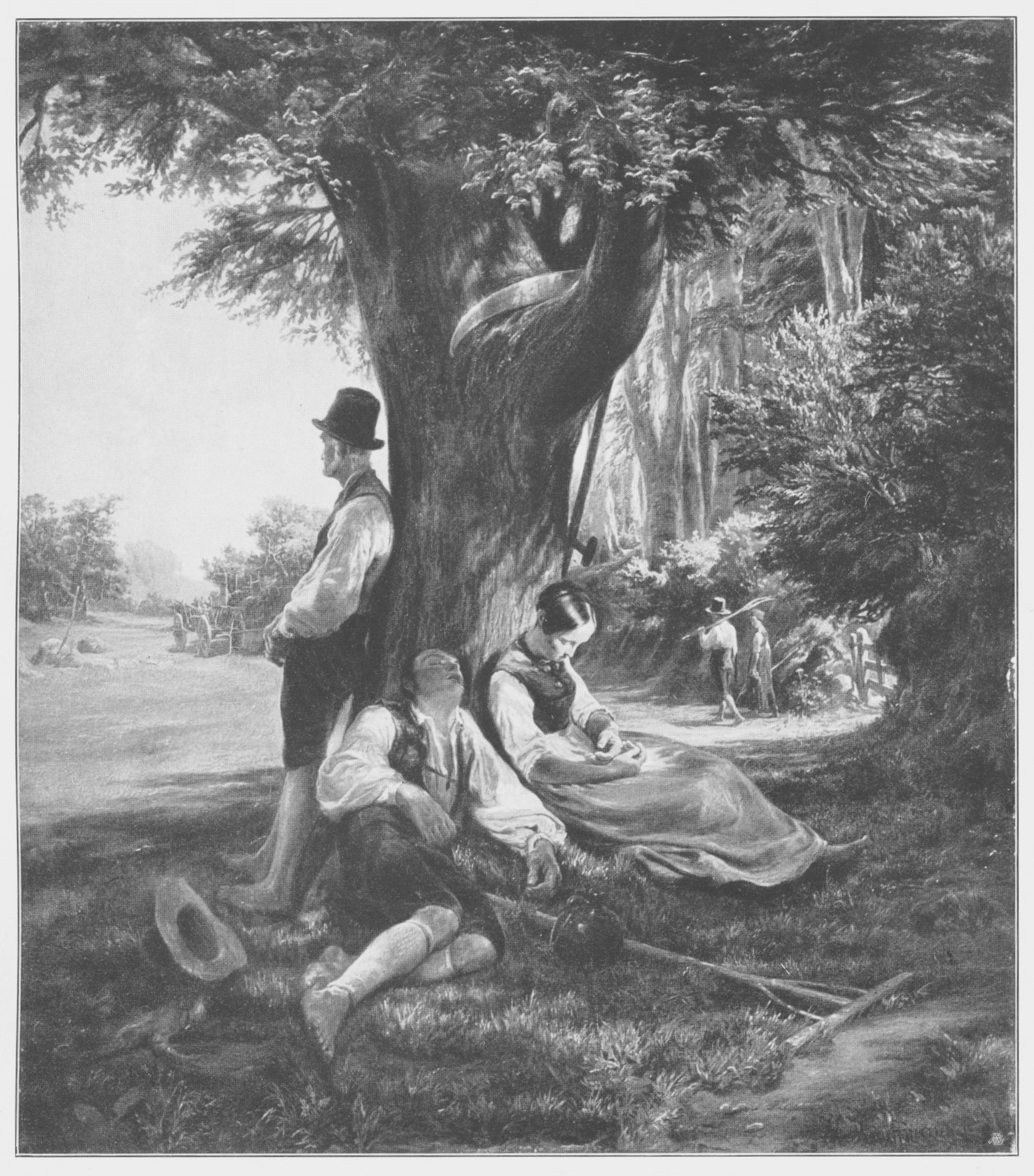
Landleute bei der Ernte, Mittagsruhe haltend, Gemälde von Hermann Kauffmann, 1845

Mittagsruhe ist eine Erholungsphase zur Mittagszeit oder etwas nachher. Sie kann Mittagsschlaf bedeuten, aber auch lediglich Ausruhen meinen. Äußere Einflüsse, vor allem Lärm, können die Erholungsphase während der Mittagsruhe stören. Regelmäßige Mittagsruhe findet man vor allem bei Kleinkindern, Kranken und älteren Menschen. In Betrieben gibt es selten Mittagsruhe. In einigen warmen Gegenden ist hingegen eine ausgiebige Mittagsruhe, die Siesta, üblich.
Die Mittagsruhe ermöglicht eine weitgehende Erholung der Leistungsfähigkeit vom Leistungstief in der Mittagszeit aufgrund des biologischen Rhythmus.

## Deutschland
Entgegen der weit verbreiteten Annahme gibt es in Deutschland keine bundesweit einheitlich gesetzlich vorgeschriebene Mittagsruhe mehr. Die in der Vergangenheit bestehenden Lärmverordnungen einiger Bundesländer wurden aufgehoben, in manchen bestehen sie noch. So gilt im Land Bremen das Bremische Gesetz zum Schutz vor schädlichen Umwelteinwirkungen weiterhin. Dort wird in § 3a „Betrieb von Geräten und Maschinen“ festgelegt, was während der Mittagsruhezeit nicht erlaubt ist. Auf kommunaler Ebene, insbesondere in Kurorten, kann weiter eine Mittagsruhe verordnet sein. Zivilrechtlich kann eine Mittagsruhe z. B. in der Hausordnung für Miet- und Eigentumswohnungen geregelt werden.
Der Lärmschutz ist in Deutschland je nach Art und Verursacher in unterschiedlichen Verordnungen und Richtlinien geregelt. Diese kennen meist nur sonntags eine besonders schützenswerte Ruhezeit, welche sich von 13 bis 15 Uhr erstreckt.
Nach der Technischen Anleitung zum Schutz gegen Lärm gibt es keine getrennten Beurteilungszeiträume für die Mittagsruhe. An Sonn- und Feiertagen werden aber Lärmeinwirkungen während der mittäglichen Ruhezeit von 13 bis 15 Uhr, ebenso wie in den Morgen- (6 bis 9 Uhr) und Abendstunden (20 bis 22 Uhr), mit einem Zuschlag bewertet, um hier dem erhöhten Ruhebedürfnis Rechnung zu tragen. An Werktagen (Montag bis Samstag) gibt es entsprechende Zuschläge nur morgens und abends (6 bis 7 Uhr und 20 bis 22 Uhr), aber nicht zur Mittagszeit. Andere Vorschriften, wie die Sportanlagenlärmschutzverordnung, besitzen getrennte Beurteilungszeiträume für die Ruhezeiten. Aber auch hier besteht nur an Sonntagen ein Anspruch auf eine mittägliche Ruhezeit (13 bis 15 Uhr) mit einem niedrigeren Immissionsrichtwert (§ 2 Abs. 5 18. BImSchV).
Die Geräte- und Maschinenlärmschutzverordnung verbietet hingegen generell den Einsatz bestimmter Geräte im Freien in der Zeit von 13 bis 15 Uhr (§ 7 Abs. 1 32. BImSchV).
Im Landesrecht gibt es weitere Regelungen, so dürfen in Bayern in Wohngebieten z. B. Rasenmäher bereits werktags nicht zwischen 20 und 7 Uhr betrieben werden. An Sonn- und Feiertagen darf ganztags keine Lärmbelästigung stattfinden.
Es gibt Ausnahmen wie z. B. Kur- oder Badeorte. Dort können kommunale Verordnungen erlassen werden, die einer Mittagsruhe entsprechen und sich auf die Immissionsschutzverordnung berufen. Verstöße können dann von den zuständigen Ordnungsbehörden als Ordnungswidrigkeit verfolgt und mit der Festsetzung eines Bußgeldes geahndet werden.
In besonders engen Wohngebieten mit vermietetem Wohnungsbestand, wie vermieteten Reihenhaussiedlungen, Wohnanlagen mit mehreren Mietwohnungen oder Apartments, Kleingartenvereinen sowie auf dem Gelände von Krankenhäusern oder Pflegeanstalten gelten die jeweiligen Regelungen aus dem Mietvertrag oder der Hausordnung. Die Einhaltung von Ruhezeiten wird als Ausdruck des Gebotes der gegenseitigen Rücksichtnahme gesehen. Dabei wird sich in Deutschland an den Ruhezeiten der Landesimmissionsschutzgesetzen orientiert und eine Ruhezeit von 13 bis 15 Uhr angenommen. Dies kann jedoch in den Hausordnungen konkretisiert werden. Diese Regelung betrifft dann aber nur die Bewohner. In dieser Zeit dürfen von diesen dann keine lärmintensiven Tätigkeiten wie Rasenmähen oder Klavierspielen betrieben werden, die zu einer Ruhestörung führen könnten.

## Österreich
In Österreich wird die Dauer der Mittagsruhe generell durch eine Verordnung der Gemeinde (Immissionsschutzverordnung) festgelegt.

## Schweiz
In der Schweiz finden sich im Mietrecht, in Reglementen von Stockwerkeigentümergemeinschaften, aber auch im Zivilgesetzbuch oder in den Polizei- oder Gemeindereglementen viele mehr oder weniger konkrete Lärmbestimmungen. In vielen Gemeinde- und Polizeiverordnungen ist werktags von 12 bis 13 Uhr eine Ruhezeit festgelegt.